# Odznaka Honorowa Primus in Agendo
Odznaka Honorowa Primus in Agendo (łac. Pierwszy w Działaniu) – polskie resortowe odznaczenie cywilne, ustanowione 7 lipca 2015 i nadawane przez ministra właściwego do spraw  pracy, zabezpieczenia społecznego i rodziny. Może być przyznawana osobom fizycznym, organizacjom oraz instytucjom za szczególne działania lub  zasługi na rzecz rynku pracy, polityki społecznej lub rodziny.